# Dzmitry Lapkes
Dzmitry Majseevič Lapkes, accreditato anche come Dmitri o Dmitry nelle competizioni internazionali (in bielorusso Дзмітрый Майсеевіч Лапкес?; in russo Дмитрий Моисеевич Лапкес?, Dmitrij Moiseevič Lapkes; Minsk, 4 giugno 1976), è uno schermidore bielorusso, specializzato nella sciabola.

## Palmarès
In carriera ha conseguito i seguenti risultati:
- Mondiali di scherma

Catania 2011: argento nella sciabola a squadre.
- Europei di scherma

2007 - Gand: argento nel sciabola a squadre.
2008 - Kiev: bronzo nel sciabola a squadre.